# Hier... encore (album)
Pour les articles homonymes, voir Hier encore.
Albums de Charles Aznavour
Visages de l'amour
(1974) Voilà que tu reviens
(1976)
Hier... encore est le 26e album studio français de Charles Aznavour. Il est sorti en 1975.

## Composition
Pour cet album, Charles Aznavour a réenregistré certains de ses succès avec de nouvelles orchestrations de Del Newman. L'enregistrement de l'album a eu lieu à Londres lors d'une session exceptionnelle le 25 novembre 1975. La rapidité avec laquelle ils ont réussi à enregistrer les douze chansons de Hier... encore en une seule journée de studio est remarquable, en partie parce que l'interprète était déjà familier avec la plupart des arrangements et que le chef d'orchestre était bien informé des préférences d'Aznavour.

## Liste des chansons
| 1. | Il faut savoir           |  |  |
| 2. | Les filles d'aujourd'hui |  |  |
| 3. | Entre nous               |  |  |
| 4. | Désormais                |  |  |
| 5. | Hier encore              |  |  |
| 6. | Je m'voyais déjà         |  |  |

| 7.  | Que c'est triste Venise |  |  |
| 8.  | Si tu m'emportes        |  |  |
| 9.  | Ton nom                 |  |  |
| 10. | Et pourtant             |  |  |
| 11. | Bon anniversaire        |  |  |
| 12. | La Mamma                |  |  |

## Classements
| Classement (2016)        | Meilleure position |
| ------------------------ | ------------------ |
| Canada (Canadian Albums) | 57                 |